# Cullin

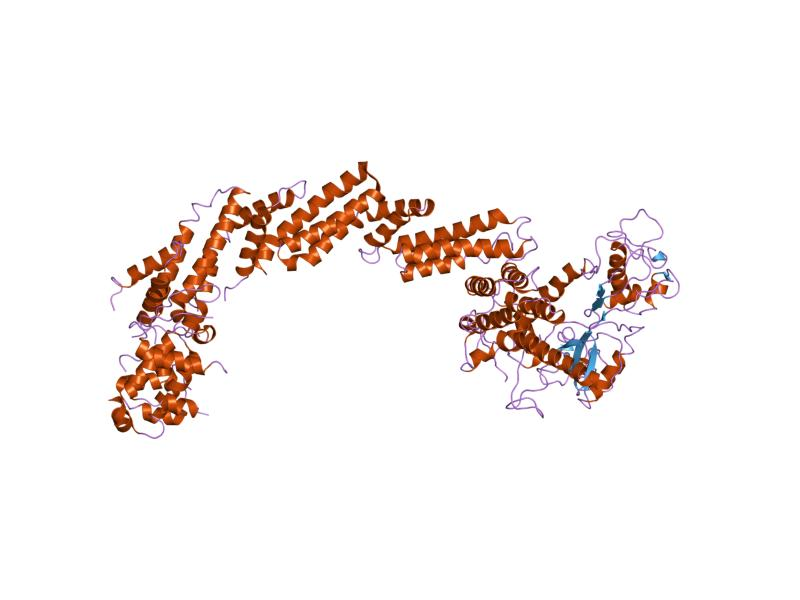
Struktura SCF komplexu (cul1-rbx1-skp1-f boxskp2), obsahujícího cullin 1

Cullin (u kvasinek Cdc53p, u C. elegans Cul1) je protein tvořící součást komplexu cullin-RING ubikvitin-ligáz (CRL), kde slouží jako molekulární lešení pro vazbu proteinů obsahujících motiv RING finger a E2 enzymů. V lidském genomu se nachází 7 cullinů (CUL1, CUL2, CUL3, CUL4A, CUL4B, CUL5, CUL7). Každý obvykle váže Rbx (Ring box) protein, jenž slouží k navázání E2 enzymu, a dále adaptorové proteiny, jež rekrutují substrátový receptor. Tento substrátový receptor váže substrát, jenž má být ubikvitinován. Culliny mohou být neddylovány, tedy modifikovány navázáním proteinu NEDD8 (culliny jsou jediným známým cílem NEDD8 proteinu). Neddylace způsobuje aktivaci CRL komplexů, deneddylace (pomocí COP9 signalozomu) má opačný účinek. Inhibiční účinek na činnost cullin-RING komplexů má i vazebný protein CAND1 (cullin-associated NEDD8-dissociated protein 1).
Tzv. „cullin-homology“ doménu obsahují i další proteiny, někdy řazené přímo mezi culliny – např. APC2 podjednotka komplexu podporujícího anafázi (APC) či PARC protein, schopný kotvit p53 k membráně. Oba tyto proteiny mají rovněž ubikvitin-ligační aktivitu.

## Funkce
Culliny mají důležitou strukturní funkci v komplexech CRL ubikvitinligáz. Konkrétním příkladem je SCF komplex obsahující cullin 1. Tyto komplexy směřují k destrukci cílové proteiny (substráty) tím, že je polyubikvitinují. Regulují tím tak rozmanité buněčné a fyziologické procesy, jako je regulace glukózového metabolismu, replikace DNA, vývoj končetin nebo cirkadiánní rytmy.